# Manon Lescaut (divadelní hra)
Manon Lescaut (1940) je veršované drama o sedmi obrazech podle románu Abbé Prévosta. Autorem je Vítězslav Nezval.

## Hlavní postavy
- Manon Lescaut
- Marcela, její služka
- rytíř des Grieux, milenec Manon
- Tiberge, přítel rytíře des Grieux
- Duval, prokurátor soudního dvora, uchází se o Manon
- Duval mladší, Duvalův syn

## Děj
| Manon je můj osud. Manon je můj osud. Manon je všecko, co neznal jsem dosud. Manon je první a poslední můj hřích, nepoznat Manon, nemiloval bych. Manon je motýl. Manon je včela. Manon je růže hozená do kostela. Manon je všecko, co neztratí nikdy svůj pel. Manon je rozum, který mi uletěl! Manon je dítě. Manon je plavovláska. Manon je první a poslední má láska. Manon, ach Manon, Manon z Arrasu. Manon je moje umřít pro krásu. |
| Ukázka z knihy |

Hra začíná na nádvoří zájezdní hospody v Amiensu. Studenti odjíždí na prázdniny a jen Tiberge a rytíř des Grieux zůstávají. Jsou rozhodnuti vstoupit do semináře. Des Grieux však potkává krásnou Manon z Arrasu, kterou rodiče poslali do kláštera, a stává se jejím milencem. Rozhodují se utéct spolu do Paříže. Když se des Grieux na chvíli vzdálí, seznamuje se Manon s panem Duvalem, který ji propůjčí nádherný náhrdelník. Des Grieux se vrací a odjíždí s Manon do Paříže.
V Paříži se Manon stále stýká s panem Duvalem. Po rozhovoru des Grieuxe s přítelem Tibergem rytíř opouští Manon a vstupuje do semináře.
Manon na svého milence čeká před kostelem a opět ho svede. Chtějí se pomstít panu Duvalovi a společně ho navštíví. Des Grieux se vydává za Manonina bratra. Při večeři donutí Duvala posadit se na židli pod parožím. Přichází však Tiberge a Duval se dozvídá, že mladý muž u večeře není bratr, ale milenec krásné Manon. Mladý pár Duvalův byt opouští a upadá tak v nemilost soudního prokurátora.
Milenci žijí v bytě na pařížském venkově. Manon odmítá svého dalšího nápadníka, italského šlechtice, a získává tak opět důvěru svého milého. Tiberge přesvědčuje des Grieuxe, aby pozval Duvalova syna na večeři a zbavil se tak nenávisti pana Duvala. Duvalův syn se ukáže, avšak nepovečeří. Manon bere s sebou do opery, plán vzápětí mění a odveze ji k sobě do bytu. Manon pošle za des Grieuxem milenku Duvalova syna. Po svém milenci požaduje pouze věrnost srdce. Tiberge mezitím vyznává lásku des Grieuxovi. Celou dobu se bál, že Manon mu des Grieuxe odloudí. Proto se snažil milence odloučit. Aby Tiberge napravil svou chybu, vyláká Duvala mladšího z bytu a des Grieux se tam vydá za Manon. Podplacení sluhové zbijí a zadrží Duvala mladšího, o čemž se dozví Duval starší a zajme Manon a jejího milence. Na přímluvu Tiberge propouští rytíře des Grieux a Manon je poslána do Ameriky.
Poslední obraz se odehrává v krčmě u přístavu. Manon je velmi nemocná a umírá des Griex v náručí při posledním vyznání.

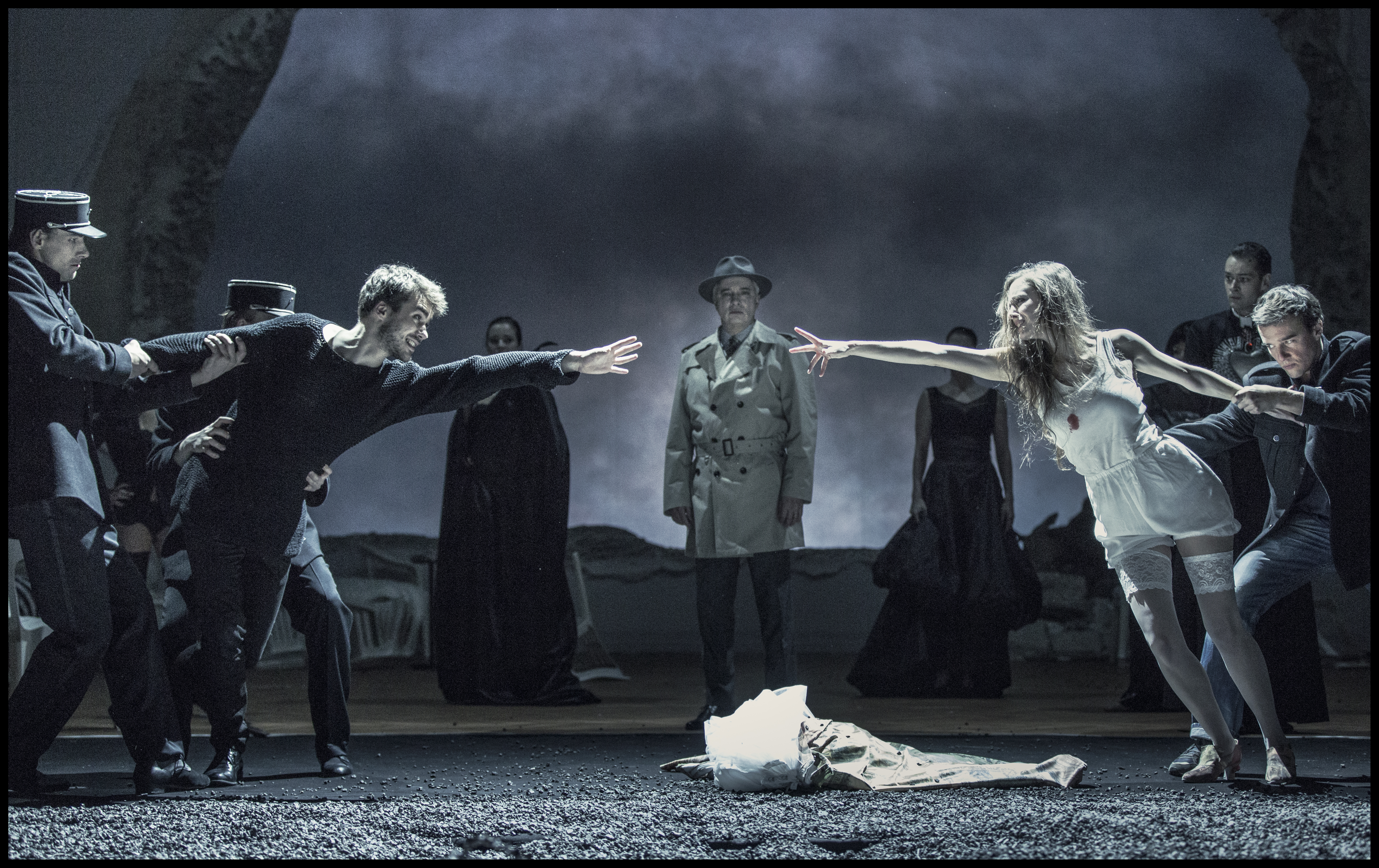
Manon Lescaut (Národní divadlo, režie Daniel Špinar, premiéra 11.2.2016). Patrik Děrgel jako des Grieux, Jana Pidrmanová jako Manon Lescaut a Vladislav Beneš jako Duval.

## Zpracování

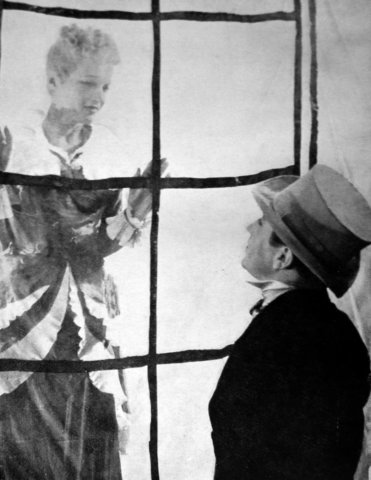
Manon Lescaut, D40 duben 1940 (Marie Burešová a Vladimír Šmeral)

### Premiéra
Premiéra Manon Lescaut, původně plánovaná na duben 1940, se konala v divadle D 40 7. května 1940. Titulní roli hrála Marie Burešová, rytíře des Grieux Vladimír Šmeral. 
V tom samém roce vyšla divadelní hra v nakladatelství Melantrich knižně a byla uvedena v dalších městech (Plzeň, Olomouc, Hradec Králové).

### Zpracování Městského divadla Brno z roku 2025
Městské divadlo Brno uvedlo inscenaci Nezvalovu Manon Lescaut, lyrické drama v hudebním hávu, v režii Stanislava Moši 7. června 2025 na Biskupském dvoře s plánovanými reprízami také na hudební scéně. V titulních rolích se představili Barbora Slaninová jako Manon a Martin Mihál v roli rytíře de Grieux. Vedlejší postavy hráli Marco Salvadori (Tiberge), Patrik Bořecký (Pierre), Lenka Janíková (Marcela) či Diana Velčická (Modesta). Autorem hudby je Lukáš Janota, režisér Moša je zároveň autorem úprav, jímž dal Nezvalově předloze „lyrického dramatu (zpovědi)“ novou nadčasovou podobu. Inscenace tak zohledňuje historické kořeny i moderní výrazovou formu scény.

## Citát
| „              | Bezprostředně po premiéře v divadle D byla Manon Lescaut vydána tiskem a rázem se stala na knižním trhu bestsellerem. V anketě Lidových novin Nejčtenější kniha roku 1940 zvítězila zcela suverénně a cenu ji udělil jako nejlepší hře roku rovněž Sbor pro postavení druhého Národního divadla. Objevily se desítky nových vydání a již za okupace by byla strhala všechny nakladatelské rekordy, kdyby byla mohla být volně vydávána. Po válce zájem o ni neuhasl a jen od roku 1940 do roku 1950 vyšla v celkovém nákladu 100 000 výtisků, což je u veršované hry neobyčejný úkaz i ve světovém měřítku. | “ |
| — Bořivoj Srba | |   |

### Příklady dalších divadelních, televizních a rozhlasových inscenací
- V roce 1970 vznikla v režii Josefa Henkeho televizní inscenace s mimořádným citem pro básnickou hodnotu Nezvalovy hry. Titulní roli ztvárnila Jana Preissová, rytíře des Grieux Petr Štěpánek.
- Rozhlasová hra Manon Lescaut. Rozhlasová úprava a režie Josef Henke. Hudba Petr Mandel. Dramaturgie Jana Weberová. Osoby a obsazení: Manon Lescaut (Iveta Dušková), Pierre, její opatrovník (Jaroslav Kepka), Marcela, její služka (Martina Delišová), rytíř des Grieux (Ivan Jiřík), Tiberge (Jan Šťastný), Duval (Vladimír Brabec), Duvalův sluha (Miroslav Středa), Duvalův syn (Ivan Trojan), Modesta (Hana Ševčíková), hostinský z Amiensu (Soběslav Sejk), velitel výpravy (Jiří Klem) a další. Natočeno v roce 1999 (95 min).[8]
- Historicky první uvedení na scéně pražského Národního divadla – I. premiéra 11. února 2016, II. premiéra 12. února 2016, režie Daniel Špinar, dramaturgie Ilona Smejkalová, scéna Lucie Škandíková, kostýmy Marek Cpin, hudba Jiří Hájek. Osoby a obsazení: Manon Lescaut – Jana Pidrmanová / Pavlína Štorková, Des Grieux – Patrik Děrgel / Vladimír Polívka j. h., Tiberge: Radúz Mácha, Duval: Vladislav Beneš[9]

## Vzpomínají na Nezvalovu Manon
Marie Burešová
- Pro nás herce – tedy především pro Šmerala (Des Grieux) a pro mne – znamenala práce na Manon vyvrcholení řady lyrických mladých rolí. Nezvala jsme samozřejmě znali, ale Manon – to bylo to nejkrásnější setkání herců s básníkem. A pro celé D 40, pro jeho umělce a obecenstvo bylo představení Manon rozsvícenou pochodní krásy naší mateřštiny uprostřed protektorátní hrůzy. Jasně jsme to cítili, ale při tom nezůstalo. Diváci s námi hovořili, psali nám. Domnívali jsme se, že byli na představení čtyřikrát i pětkrát. Byly to nezapomenutelné chvíle, které v lidech dodnes žijí.[10]

Vítězslav Nezval
- Když jsem byl právě před rokem odvážen z vězení v Kaunicových kolejích v Brně neznámo kam, byly do káry, v které jsme jeli, vsazeny na jedné zastávce ženy ze Svatobořic. Kterási mě poznala a mohla mě za nejsmutnějších okolností života potěšit sdělením, že verše mé Manon Lescaut přinesly jí a ženám, které s ní byly spoluvězněny, rozptýlení a radost. Podobného zjištění dostalo se mi pak i ve vězeňském železničním voze od jiných dobrých duší. Žádná cena za poezii, žádná jiná odměna nemůže mi dáti víc.[11]